# کسی براون
کسی براون (به انگلیسی: Kaci Brown) با نام کامل کسی دیان براون (به انگلیسی: Kaci Deanne Brown)(زاده ۷ ژوئیهٔ ۱۹۸۸) خواننده و ترانه‌پرداز آمریکایی است.